# Bolinus brandaris
Bolinus brandaris är en havslevande snäcka som tillhör familjen purpursnäckor (Muricidae). Den förekommer naturligt i östra Atlanten från Portugal till centrala Marocko och in i Medelhavet österut till Libanon. Den är en introducerad art i spanska atlantiska vatten (Galicien). Den kan bli omkring 4,5 till 12,8 cm lång.
Snäckan beskrevs först av Carl von Linné i tionde upplaga av Systema naturae från 1758.

## Underarter
- Bolinus brandaris brandaris (Linnaeus, 1758)[1]

Den inomartsliga variationen när det gäller skalets utseende är stor, och flera variationer har beskrivits som egna underarter, former eller varianter, varav en del kan ha praktisk användning i vissa sammanhang, så som inom conchyliologi och snäcksamling, men utan att erkännas som taxonomiska ranger av ICZN. Många inomartsliga taxon som beskrivits genom åren är numera synonymer till Bolinus brandaris.